# Heteropogon ludius
Heteropogon ludius là một loài ruồi trong họ Asilidae. Heteropogon ludius được Coquillett miêu tả năm 1893. Loài này phân bố ở vùng Tân Bắc giới.